# De Mensen
De Mensen, tot in 2016 bekend als deMENSEN, is een televisiebedrijf gevestigd in Zaventem dat praat- en spelprogramma's, eenmalige evenementen, realityseries, documentaires, sportprogramma’s en reportagemagazines levert voor de drie Vlaamse uitzendgroepen (VRT, Medialaan en SBS Belgium). Sinds 2012 ontwikkelt De Mensen ook fictieprojecten.  

## Geschiedenis
In april 2001 werd het bedrijf opgericht door Ben Crabbé, Raf Uten en Maurits Lemmens. In januari 2008 nam Woestijnvis 40% van de aandelen van deMENSEN over, waardoor Wouter Vandenhaute mee het beleid ging bepalen. In 2012 deed Woestijnvis zijn aandeel weer van de hand. In 2014 nam De Mensen productiehuis Skyline Entertainment over. In februari 2019 kwam het bedrijf in Franse handen nadat het productiehuis Newen er een meerderheidsbelang in nam. In januari 2025 is Newen veranderd van naam en is het Studio TF1 geworden.
In het coronajaar 2020 ontwikkelde het productiebedrijf de politieserie Sophie Cross, het eerste product speciaal bedoeld voor de buitenlandse markt. De serie speelde in Frankrijk, met Franse acteurs, maar werd grotendeels opgenomen in België, met een Vlaamse staf.

## Programma's
De programma's die geproduceerd werden door De Mensen, staan hieronder categorisch en vervolgens chronologisch opgesomd.

### Fictie
- Spitsbroers (2015)
- Chaussée d'Amour (2016)
- Beau Séjour (2017, 2021)
- Generatie B (2017)
- Tytgat Chocolat (2017)
- Undercover (2019-2022)
- Fiskepark (2019)
- Ferry (2021)
- De kraak (2021)
- Sophie Cross (2021-heden)
- Lost luggage (2022)
- Ferry: de serie (2023-heden)
- Groeien & Bloeien (2024)

### Reality
- Vind je lief (2015)
- Vandaag over een jaar (2018-2020)
- Een echte job (2020, 2022-)
- Dag dokter (2021)

### Spel
- De Kijker van het Jaar (2003-2005)
- Quizta (2004)
- Blokken (2005-heden)
- De tabel van Mendelejev (2005-2008)
- De Thuisploeg (2005-2006)
- Black Out (2006-2007)
- De Bij Ons Thuisploeg (2007)
- The One Man Show (2009)
- De klas van Frieda (2010-2014)
- Topstarter (2013)
- Het Perfecte Koppel (2013-2014)
- Zijn er nog kroketten? (2013-2016)
- De 12de man (2014, 2016)
- We're Going to Ibiza! (2015)
- Is er Wifi in Tahiti? (2015-2016)
- Ligt er Flan op de Mont Blanc? (2017)
- Blind Date (2019)
- Waarheid, durven of doen (2021-2022)

### Entertainment
- Mag ik u kussen? (2009-2016)
- Een Laatste Groet (2012-2013)
- Stars For Life (2013)
- Tien Om Tegen De Sterren Op Te Zien (2014)

### Praatprogramma's
- Aan Tafel (2001-2004)
- De Laatste Week (2001-2002)
- De Eerste Week (2002)
- Bracke & Crabbé (2003)
- Zomer ... (2005-2008)
- Villa Vanthilt (2009-2012)
- Goedele Nu (2010)
- De Stem van Vlaanderen (2010)
- Cijfers Liegen Niet (2012)
- Vanthilt On Tour (2013)
- Hotel M (2014)

### Sport
- Sportweekend (2002-2005)
- Studio 1 (2005-2009)
- 10 Jaar Sport (2007)
- De Flandriens (2010)
- De Flandriens van het veld (2011-2012)
- Karakters (2013-2015)
- Het EK van de Duivels (2021)

### Docu
- Dieren in Nesten (2001-2015)
- Koppen 04 (2004)
- Geen Leven Meer (2006)
- Panorama: Zero Privacy (2006)
- Panorama: Geen leven meer (2006)
- Mexico '86, het WK van de Rode Duivels (2006)
- De Grote Oversteek (2007)
- Weg van België (2007)
- Low Impact Man (2008)
- RSC Anderlecht 100 (2008)
- Homeless World Cup (2009)
- Ergens onderweg (2010)
- Tomtesterom (2008-2012)
- Reizen Waes (2013-heden)
- 't Is Albert! (2013)
- The Big5 van Europa (2014)
- Wauters vs. Waes (2014)
- De zoo: Achter De Schermen (2015)
- Buurman, wat doet u nu? (2016-2021)
- Copy beest (2016-2017)
- Kamp Waes (2019-2020, 2024)
- Wereldrecord (2018-heden)
- Let's talk about sex (2021)

### Kinderprogramma's
- Stafari (2003-2005)
- Mijn Sport Is Top (2008)
- Mijn Job Is Top (2011)
- Mijn Kunst Is Top (2012)
- Mijn Dans Is Top (2013)
- Urban Is Top (2014)
- De Blacklist (2014, 2019)
- De strafste sporter (2021)
- Tekens van leven (2021)
- 3Hz (2021)

### Evenementen
- Eurosong (2002 en 2004)
- Doe De Stemtest (2003-2004)
- De Grootste Belg (2005)
- HOOP, Help Ons Overwinteren in Pakistan (2005)
- Verkiezingen 06, ZegNuZelf (2006)
- Het Gala van de Profvoetballer van het Jaar (2006)
- De Nacht van de Vlaamse Televisie Sterren (2008-2014)
- Quiz for Life (2010)

## Prijzen en nominaties
Chaussée d'Amour
- 2016: C21 international Drama Awards, nominatie Beste niet-Engelse Drama Serie

Beau Séjour
- 2016: Séries Mania Festival, win Publieksprijs

Spitsbroers
- 2015: Séries Mania Festival, nominatie Séries du Monde

Wauters vs Waes
- 2015: Vlaamse Televisie Sterren, nominatie Beste Entertainment Programma
- 2015: World Media Festial, Best Other Entertainment
- 2015: VRT Diversiteitstrofee, nominatie in de categorie 'Entertainment'
- 2015: Input Festival, nominatie Tailor made for Input

Blokken-special: 100-jarigen
- 2015: VRT Diversiteitstrofee, nominatie in de categorie 'Entertainment'

Reizen Waes
- 2015: World Media Festival, Best Travel Documentary
- 2014: Vlaamse Televisie Sterren, Beste Reality Programma
- 2014: Prix Europa, nominatie in de categorie 'TV Documentary'
- 2014: AIB Media Excellence Awards, nominatie in de categorie ‘International Current Affairs Documentary’

De Blacklist
- 2015: World Media Festival, Best Travel Children/Youth Special Entertainment

Hotel M
- 2015: BDA Europe Awards, nominatie voor Best Set Design

Het Perfecte Koppel
- 2014: Banff World Television Awards, nominatie voor Best Music and Variety Program
- 2014: BDA Europe Awards, Best Set Design
- 2013: Çavaria Media Awards, Mediamoment van het jaar

Vanthilt On Tour
- 2014: BDA Europe Awards, nominatie voor Best Set Design

De Nacht van de Vlaamse Televisie Sterren
- 2015: BDA Europe Awards, Best Set Design
- 2013: Vlaamse Televisie Sterren, nominatie voor Beste Presentatrice
- 2013: BDA Europe Awards, Best Set Design

Een Laatste Groet
- 2014: Rose d’Or Festival, nominatie in de categorie ‘Comedy’
- 2013: 'Vlaamse Televisie Sterren, nominatie voor Beste Humor- en Comedyprogramma
- 2012: Banff World Television Awards, nominatie in de categorie ‘Comedy Programs’

De Klas van Frieda
- 2013: Vlaamse Televisie Sterren, nominatie voor Beste Presentatrice (Frieda Van Wijck)
- 2012: Vlaamse Televisie Sterren, nominatie voor Beste Presentatrice (Frieda Van Wijck)
- 2011: Vlaamse Televisie Sterren, nominatie voor Beste Presentatrice (Frieda Van Wijck)

Villa Vanthilt
- 2013: BDA Europe Awards, Best Set Design
- 2012: Vlaamse Televisie Sterren, nominatie voor Beste Presentator (Marcel Vanthilt)
- 2012: Vlaamse Televisie Sterren, nominatie voor Beste Entertainment
- 2012: BDA Europe Awards (Broadcast Designers’ Association), goud voor Best One-time Only Set Design
- 2011: Vlaamse Televisie Sterren, Beste Presentator (Marcel Vanthilt)
- 2011: BDA Europe Awards (Broadcast Designers’ Association), zilver voor Best Set Design
- 2010: Vlaamse Televisie Sterren, nominatie voor Beste Informatief Programma
- 2010: BDA Europe Awards (Broadcast Designers’ Association), goud voor Best Set Design

Mag ik u kussen?
- 2016: EBU Creative Forum Awards, zilver Beste Format van het Jaar
- 2012: Vlaamse Televisie Sterren, nominatie voor Beste Humor- en Comedyprogramma
- 2011: Vlaamse Televisie Sterren, nominatie voor Beste Humor- en Comedyprogramma
- 2010: Vlaamse Televisie Sterren, nominatie voor Beste Humor- en Comedyprogramma
- 2010: World Media Festival, zilver in de categorie 'Situation Humor'

Tomtesterom
- 2013: Vlaamse Televisie Sterren, Beste Reality Programma
- 2012: Banff World Television Awards, nominatie in de categorie ‘Reality Programs’
- 2011: Vlaamse Televisie Sterren, nominatie voor Beste Reality Programma
- 2010: World Media Festival, zilver in de categorie ‘Reality’
- 2008: Rose d’Or Festival, nominatie in de categorie ‘Reality’
- 2008: Vlaamse Televisie Sterren, nominatie voor Beste Reality Programma

Mijn kunst is top
- 2013: International Emmy Kids Awards, nominatie voor Non-Scripted Entertainment
- 2012: EBU Creative Forum Awards, nominatie voor Best Public Service Format
- 2012: Prix Europa, nominatie voor TV Market Place of Innovation

Low Impact Man
- 2010: World Media Festival, goud in de categorie ‘Reality’
- 2010: World Media Festival, Grand Award voor Best Entertaining Program
- 2010: AIB Media Excellence Awards, nominatie in de categorie ‘Best Coverage of Climate Change’

Homeless World Cup
- 2010: Vlaamse Televisie Sterren, nominatie voor Beste Reality Programma
- 2009: International Premios Ondas Awards, goud in de categorie ‘Special Jury Award/Special Mention’

Trailer Blokken: “Blokken, vakmanschap sinds 1994”
- 2009: Dutch Promo Awards, winnaar in de categorie Show/Spel

Trailer Studio 1: “De Gouden Stud-spot”
- 2009: Dutch Promo Awards, winnaar in de categorie Graphics/Animation

Trailer De Tabel van Mendelejev: “De Eddy Wally-spot”
- 2009: Dutch Promo Awards, genomineerd in de categorie Comedy/Humor/Satire

De Bij Ons Thuisploeg
- 2008: International Interactive Emmy Awards, nominatie in de categorie ‘Outstanding Achievement in Interactive Program’

Dieren in Nesten
- 2008: Vlaamse Televisie Sterren, nominatie voor Beste Reality Programma

De Grote Oversteek
- 2008: Rose d’Or Festival, nominatie in de categorie ‘Reality’

Trailer Blokken: “Geen Leven Zonder Blokken”
- 2007: Promax World Awards, zilver voor Entertainment Program Promotion

Verkiezingen 2006, ZegNuZelf
- 2007: BDA World Awards (Broadcast Designers’ Association), brons voor Best Set Design

De Thuisploeg
- 2007: Banff World Television Awards, nominatie in de categorie ‘Interactive Program Enhancement’
- 2006: Rose d’Or Festival, nominatie in de categorie ‘Game Show’

De TV-kijker van het Jaar (Nederlandse remake van De Kijker van het Jaar)
- 2007: Rose d’Or Festival, nominatie in de categorie ‘Game Show’

De Kijker van het Jaar
- 2005: Rose d’Or Festival, nominatie in de categorie ‘Game Show’

Doe de Stemtest
- 2004: International Premios Ondas Awards, goud
- 2004: Rose d’Or Festival, nominatie in de categorie ‘Variety’

Stafari
- 2004: Prijs van de Vlaamse Gemeenschap, goud voor Beste Jeugdprogramma
- 2003: Prijs van de Vlaamse Gemeenschap, genomineerd voor Beste Jeugdprogramma